# I Love Lucy
Pour la série de 1962, voir L'Extravagante Lucy.
Pour les articles homonymes, voir Lucy.
I Love Lucy (L'Extravagante Lucie au Québec) est une série télévisée américaine en 180 épisodes de 25 minutes, en noir et blanc, créée par Jess Oppenheimer, Madelyn Pugh et Bob Carroll Jr et diffusée entre le 15 octobre 1951 et le 6 mai 1957 sur le réseau CBS.
En France, la série a été diffusée tardivement, à partir du 29 octobre 1999 sur Téva.
Une suite sera tournée : The Lucy–Desi Comedy Hour (1957-1960), inédite en France.

## Synopsis
Cette sitcom humoristique met en scène les aventures de l'extravagante Lucy Ricardo qui abandonnerait volontiers son statut de femme au foyer new-yorkaise pour se lancer dans une carrière artistique. Mais son époux, Ricky, chef d'orchestre et directeur de spectacles dans un cabaret, ne l'entend pas de cette oreille. Avec sa complice et meilleure amie, Ethel Mertz, Lucy va tout faire pour contourner l'interdiction de son mari, provoquant, bien malgré elle, catastrophe sur catastrophe…

## Distribution
- Lucille Ball : Lucy Ricardo
- Desi Arnaz : Ricky Ricardo
- Vivian Vance : Ethel Mertz
- William Frawley : Fred Mertz
- Jerry Hausner : l'agent de Ricky

## Commentaires

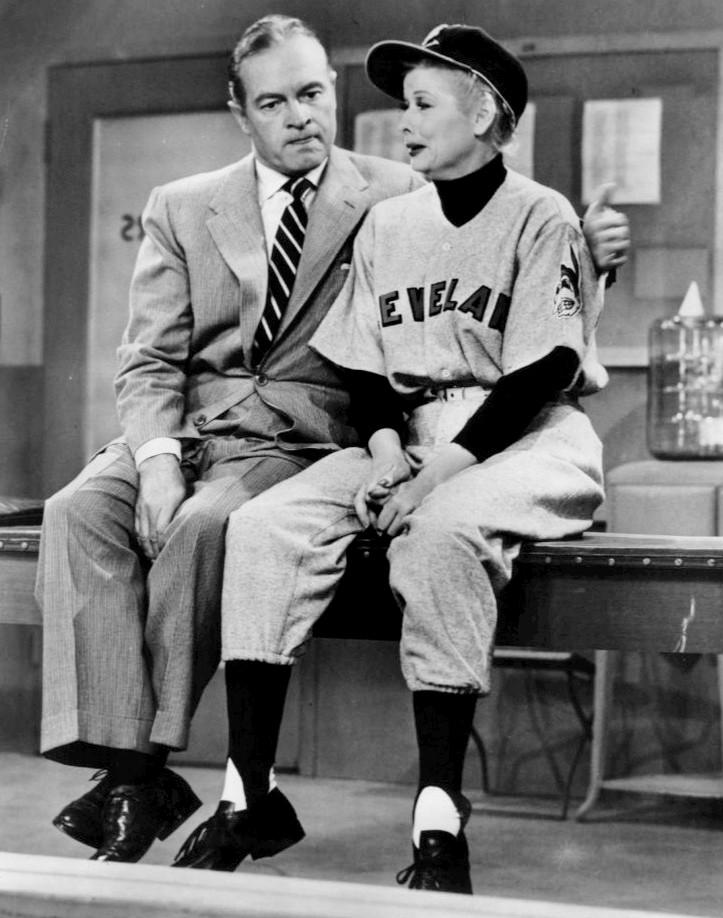
Bob Hope et Lucille Ball dans l'épisode Lucy and Bob Hope (1956).

I Love Lucy est probablement la sitcom la plus connue et la plus populaire aux États-Unis, sans doute parce qu'elle a innové à de multiples niveaux : 
- mise en scène d'une héroïne indépendante, féministe ; première à utiliser un vrai public de 300 personnes (et non des rires enregistrés) dont les réactions sont enregistrées et incluses dans le montage sonore final ;
- production par une société indépendante créée par Lucille Ball et son mari Desi Arnaz : la firme Desilu, de laquelle sortiront plus tard Les Incorruptibles et Star Trek ;
- première à abandonner le kinéscope au profit d'un film format 35 mm réservé habituellement au cinéma, l'abandon du jeu en direct permettant ainsi à la série d'être diffusée deux fois par soir pour les deux côtes américaines séparées par 3 heures de décalage horaire) ;
- première à tourner à Hollywood car dans les années 1950, la plupart des émissions télévisées étaient fabriquées dans des studios de radio et diffusées en direct depuis New York ;
- utilisation d'un système d'éclairage à angles multiples qui permet de minimiser les ombres et de filmer une même scène sous plusieurs angles, en faisant tourner trois caméras en même temps sur le plateau. Ces techniques sont devenues la norme des sitcoms au XXIe siècle[1],[2].

Le succès de cette série repose également sur les effets comiques emmenés tambour battant des sitcoms conjugales précédentes : conflits entre les protagonistes, quiproquos, accumulation de gags sur la famille et ses joies. Et, pour la première fois, la grossesse d'une actrice est intégrée au scénario. L'épisode relatant l'accouchement de Lucy demeure d'ailleurs un des grands classiques du petit écran.[réf. nécessaire]
L'immense succès de la série incite de grands acteurs de l'époque à participer à certains épisodes, parmi lesquels : John Wayne, William Holden, Bob Hope, Rock Hudson, Harpo Marx ou encore Orson Welles.

## Hommages
On peut voir une scène de I Love Lucy dans Pretty Woman (1990), au début du film : lors de la première nuit à l'hôtel, Viv regarde une série comique à la télévision, alors qu'Edwards est au téléphone ; c'est justement l'épisode dans lequel on voit Lucy est en train de fouler du raisin dans une cuve habillée en bohémienne.
Dans un épisode de la série NCIS : Enquêtes spéciales, alors que McGee tente de repêcher un cadavre dans une piscine, Palmer et Dinozzo se moquent de lui et font référence à ce même épisode.
Dans un épisode de Seinfeld (saison 2, épisode 4), Jerry Seinfeld avoue qu'il n'a jamais regardé le moindre épisode de I love Lucy, ce qui semble vraiment étonner son interlocutrice.
Dans le film Captain America: le soldat de l'hiver, la série est en tête de la "to do list" du Captain.
En 2020, la série est référencée et certaines scènes rejouée dans l’épisode 16 de la saison 11 de la série Will & Grace

## Épisodes

### Première saison (1951-1952)
1. Pilot (épisode pilote)
2. The Girls Want to Go to a Nightclub
3. Be a Pal
4. The Diet
5. Lucy Thinks Ricky Is Trying to Murder Her
6. The Quiz Show
7. The Audition
8. The Séance
9. Men Are Messy
10. The Fur Coat
11. Lucy Is Jealous of Girl Singer
12. Drafted
13. The Adagio
14. The Benefit
15. The Amateur Hour
16. Lucy Plays Cupid
17. Lucy Fakes Illness
18. Lucy Writes a Play
19. Breaking the Lease
20. The Ballet
21. Les Jeunes Groupies (The Young Fans)
22. Les Nouveaux Voisins (New Neighbors)
23. La Dispute (Fred and Ethel Fight)
24. La Moustache (The Moustache)
25. Commérages (The Gossip)
26. Les Pionnières (Pioneer Women)
27. La Faute de frappe The Marriage License)
28. Kleptomanie (The Kleptomaniac)
29. Mes amis cubains (Cuban Pals)
30. Le Congélateur (The Freezer)
31. Lucy Does a TV Commercial
32. L’Agent (The Publicity Agent)
33. Le Jeu radiophonique (Lucy Gets Ricky on the Radio)
34. Le Planning (Lucy's Schedule)
35. La Menace de la calvitie (Ricky Thinks He's Getting Bald)
36. Ricky Asks for a Raise

### Deuxième saison (1952-1953)
1. Job Switching
2. The Saxophone
3. The Anniversary Present
4. The Handcuffs
5. The Operetta
6. Vacation from Marriage
7. The Courtroom
8. Redecorating
9. Ricky Loses His Voice
10. Lucy Is Enceinte
11. Pregnant Women Are Unpredictable
12. Lucy's Show Biz Swan Song
13. Lucy Hires an English Tutor
14. Ricky Has Labor Pains
15. Lucy Becomes a Sculptress
16. Lucy Goes to the Hospital
17. Sales Resistance
18. Inferiority Complex
19. The Club Election
20. The Black Eye
21. Lucy Changes Her Mind
22. No Children Allowed
23. Lucy Hires a Maid
24. The Indian Show
25. Lucy's Last Birthday
26. The Ricardos Change Apartments
27. Lucy Is Matchmaker
28. Lucy Wants New Furniture
29. The Camping Trip
30. Ricky and Fred Are TV Fans
31. Never Do Business With Friends

### Troisième saison (1953-1954)
1. Ricky's 'Life' Story
2. The Girls Go Into Business
3. Lucy and Ethel Buy the Same Dress
4. Equal Rights
5. Baby Pictures
6. Lucy Tells the Truth
7. The French Revue
8. Redecorating the Mertzes' Apartment
9. Too Many Crooks
10. Changing the Boys' Wardrobe
11. Lucy Has Her Eyes Examined
12. Ricky's Old Girlfriend
13. The Million-Dollar Idea
14. Ricky Minds the Baby
15. The Charm School
16. Sentimental Anniversary
17. Fan Magazine Interview
18. Oil Wells
19. Ricky Loses His Temper
20. Home Movies
21. Bonus Bucks
22. Ricky's Hawaiian Vacation
23. Lucy Is Envious
24. Lucy Writes a Novel
25. Lucy's Club Dance
26. The Black Wig
27. The Diner
28. Tennessee Ernie Visits
29. Tennessee Ernie Hangs On
30. The Golf Game
31. The Sublease

### Quatrième saison (1954-1955)
1. The Business Manager
2. Mertz and Kurtz
3. Lucy Cries Wolf
4. The Matchmaker
5. Mr. and Mrs. TV Show
6. Ricky's Movie Offer
7. Ricky's Screen Test
8. Lucy's Mother-In-Law
9. Ethel's Birthday
10. Ricky's Contract
11. Getting Ready
12. Lucy Learns To Drive
13. California, Here We Come!
14. First Stop
15. Tennessee Bound
16. Ethel's Home Town
17. L. A., At Last
18. Don Juan and the Starlets
19. Lucy Gets Into Pictures
20. The Fashion Show
21. The Hedda Hopper Story
22. Don Juan Is Shelved
23. Bull Fight Dance
24. Hollywood Anniversary
25. The Star Upstairs
26. In Palm Springs
27. Dancing Star
28. Harpo Marx
29. Ricky Needs an Agent
30. The Tour

### Cinquième saison (1955-1956)
1. Lucy Visits Grauman's
2. Lucy and John Wayne
3. Lucy and the Dummy
4. Ricky Sells the Car
5. The Great Train Robbery
6. Homecoming
7. Face to Face
8. Lucy Goes to a Rodeo
9. Nursery School
10. Ricky's European Booking
11. The Passports
12. Staten Island Ferry
13. Bon Voyage
14. Second Honeymoon
15. Lucy Meets the Queen
16. The Fox Hunt
17. Lucy Goes to Scotland
18. Paris at Last
19. Lucy Meets Charles Boyer
20. Lucy Gets a Paris Gown
21. Lucy in the Swiss Alps
22. Lucy Gets Homesick in Italy
23. Lucy's Italian Movie
24. Lucy's Bicycle Trip
25. Lucy Goes to Monte Carlo
26. Return Home from Europe

### Sixième saison (1956-1957)
1. Lucy and Bob Hope
2. Little Ricky Learns to Play the Drums
3. Lucy Meets Orson Welles
4. Little Ricky Gets Stage Fright
5. Visitor from Italy
6. Off to Florida
7. Deep-Sea Fishing
8. Desert Island
9. The Ricardos Visit Cuba
10. Little Ricky's School Pageant
11. I Love Lucy Christmas Show
12. Lucy and the Loving Cup
13. Lucy and Superman
14. Little Ricky Gets a Dog
15. Lucy Wants to Move to the Country
16. Lucy Hates to Leave
17. Lucy Misses the Mertzes
18. Lucy Gets Chummy With the Neighbors
19. Lucy Raises Chickens
20. Lucy Does the Tango
21. Ragtime Band
22. Lucy's Night in Town
23. Housewarming
24. Building a B-B-Q
25. Country Club Dance
26. Lucy Raises Tulips
27. The Ricardos Dedicate a Statue

### The Lucy–Desi Comedy Hour(1957-1960)
Après la sixième saison, la série est renommée The Lucy–Desi Comedy Hour. Elle reprend la majorité de la distribution précédente, et des épisodes de 50 minutes sont produits et diffusés en tant qu'épisodes spéciaux au cours de la saison dans le Westinghouse Desilu Playhouse.
1. Lucy Takes A Cruise To Havana (1957)
2. The Celebrity Next Door
3. Lucy Hunts Uranium or MacMurray Haver (1958)
4. Lucy Wins a Race Horse
5. Lucy Goes To Sun Valley
6. Lucy Goes to Mexico
7. Lucy Makes Room for Danny
8. Lucy Goes To Alaska (1959)
9. Lucy Wants A Career
10. Lucy's Summer Vacation
11. Milton Berle Hides Out at The Ricardos
12. The Ricardos Go To Japan
13. Lucy Meets The Mustache (1960)

## Récompenses
- Emmy Awards 1953 : Meilleure sitcom
- Emmy Award 1954 : Meilleure sitcom
- Emmy Award 1954 : Meilleure actrice dans un second rôle pour Vivian Vance
- Emmy Award 1956 : Meilleure actrice pour Lucille Ball

## Adaptation
En 1954 l'éditeur Dell Comics commence à publier une adaptation de la série qu'il poursuit jusqu'en 1962 bien qu'aucun épisode inédit ne soit diffusé depuis 1960. Un des dessinateurs principaux de cette adaptation est Hy Rosen.

## Au cinéma
Le film biographique Being the Ricardos (2021), réalisé par Aaron Sorkin, évoque en partie le tournage de la série.